# 1849 in Zwitserland

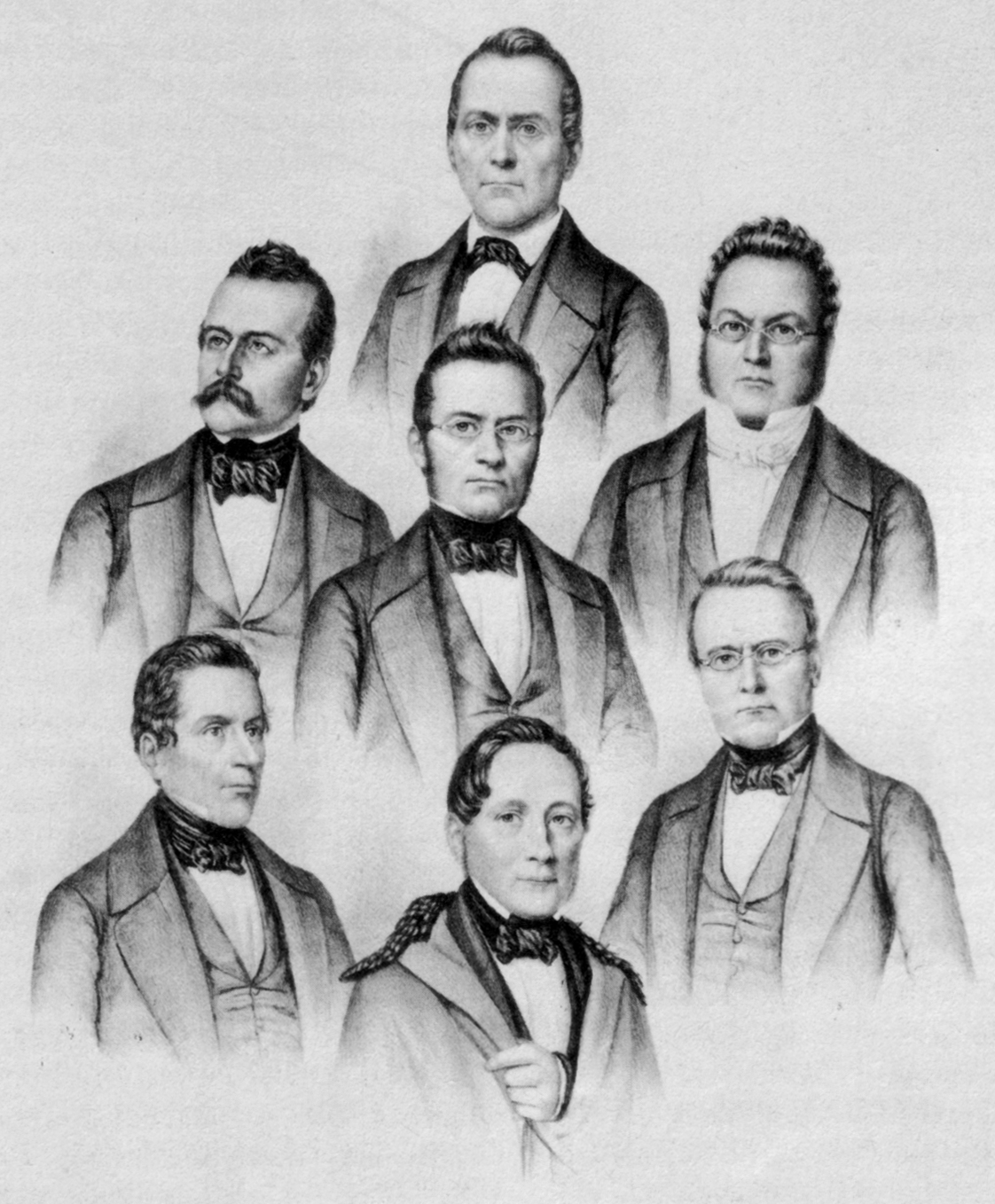
De Bondsraad in 1849.

Dit artikel beschrijft het verloop van 1849 in Zwitserland.

## Ambtsbekleders
De Bondsraad was in 1849 samengesteld als volgt:
| Naam | Naam                   | Partij    | Kanton       | Functie                                                                       |
| ---- | ---------------------- | --------- | ------------ | ----------------------------------------------------------------------------- |
|      | Jonas Furrer           | radicalen | Zürich       | Bondspresident in 1849; hoofd van het Departement van Politieke Zaken         |
|      | Daniel-Henri Druey     | radicalen | Vaud         | Vicebondspresident in 1849, hoofd van het Departement van Justitie en Politie |
|      | Stefano Franscini      | radicalen | Ticino       | Hoofd van het Departement van Binnenlandse Zaken                              |
|      | Friedrich Frey-Herosé  | radicalen | Aargau       | Hoofd van het Departement van Handel en Douane                                |
|      | Martin Josef Munzinger | radicalen | Solothurn    | Hoofd van het Departement van Financiën                                       |
|      | Wilhelm Matthias Naeff | radicalen | Sankt Gallen | Hoofd van het Departement van Posterijen en Constructie                       |
|      | Ulrich Ochsenbein      | radicalen | Bern         | Hoofd van het Departement van Militaire Zaken                                 |

De Bondsvergadering werd voorgezeten door:
| Naam | Naam                 | Partij    | Kanton | Functie                                                |
| ---- | -------------------- | --------- | ------ | ------------------------------------------------------ |
|      | Jakob Robert Steiger | radicalen | Luzern | Voorzitter van de Nationale Raad (tot 16 april 1849)   |
|      | Alfred Escher        | radicalen | Zürich | Voorzitter van de Nationale Raad (vanaf 16 april 1849) |
|      | François Briatte     | radicalen | Vaud   | Voorzitter van de Kantonsraad                          |

## Gebeurtenissen
- Door de oprichting van de federale posterijen bestaat er voortaan een eengemaakte postdienst op het ganse Zwitserse grondgebied.
- In Bazel (kanton Basel-Stadt) wordt het Culturenmuseum opgericht. De collectie wordt gehuisvest in een gebouw dat is ontworpen door de Zwitserse architect Melchior Berri, die eveneens van Bazel afkomstig was.

### Juli
- 16 juli: De Bondsraad wijst republikeinsgezinde politieke en militaire vluchtelingen afkomstig uit het Groothertogdom Baden en het Paltsgraafschap aan de Rijn het land uit, nadat Pruisische troepen de republikeinse opstand in deze gebieden had onderdrukt.[4]

## Geboren
- Albert Butz: ingenieur en uitvinder (overl. 1905)
- 7 januari: Albert Locher, politicus (overl. 1914)
- 15 februari: Elisabeth Völkin, arts (overl. 1929)
- 28 maart: August Fetscherin, arts (overl. 1882)
- 12 april: Albert Heim, geoloog (overl. 1937)
- 24 april: Alfred Kleiner, fysicus (overl. 1916)
- 1 mei: Maria Amrein-Troller, conservatrice (overl. 1931)
- 19 mei: Adrien Lachenal, politicus, lid van de Bondsraad, bondspresident van Zwitserland (overl. 1918)
- 22 mei: Louis Perrier, politicus en lid van de Bondsraad (overl. 1913)
- 31 juli: Eugen Huber, jurist, hoogleraar en politicus, opsteller van het Zwitsers Burgerlijk Wetboek (overl. 1923)
- 26 september: Balthasar Luchsinger, psycholoog (overl. 1886)
- 13 oktober: Carl Stooss, jurist en hoogleraar, opsteller van het Zwitsers Strafwetboek (overl. 1934)
- 3 december: Emilie Lasserre, feministe, pianiste en componiste (overl. 1927)
- 29 december: Otto Stoll, taalkundige (overl. 1922)

## Overleden
- 6 januari: Johann Caspar von Orelli, letterkundige (geb. 1787)
- 18 mei: Samuel Amsler, graveur (geb. 1791)
- 12 augustus: Albert Gallatin, Zwitsers-Amerikaans politicus (geb. 1761)
- 9 oktober: Frédéric Fregevize, kunstschilder (geb. 1770)
- 25 oktober: Édouard Bovet, horlogemaker (geb. 1797)
- 13 november: Marie Manning, huisvrouw en moordenares (geb. 1821)
- 14 november: Karl Adams, wiskundige (geb. 1811)
- 27 december: Jacques-Laurent Agasse, kunstschilder  (geb. 1767)

1848
· 1849
· 1850
· 1851
· 1852
· 1853
· 1854
· 1855
· 1856
· 1857
· 1858
· 1859
· 1860
· 1861
· 1862
· 1863
· 1864
· 1865
· 1866
· 1867
· 1868
· 1869
· 1870
· 1871
· 1872
· 1873
· 1874
· 1875
· 1876
· 1877
· 1878
· 1879
· 1880
· 1881
· 1882
· 1883
· 1884
· 1885
· 1886
· 1887
· 1888
· 1889
· 1890
· 1891
· 1892
· 1893
· 1894
· 1895
· 1896
· 1897
· 1898
· 1899
· 1900
· 1901
· 1902
· 1903
· 1904
· 1905
· 1906
· 1907
· 1908
· 1909
· 1910
· 1911
· 1912
· 1913
· 1914
· 1915
· 1916
· 1917
· 1918
· 1919
· 1920
· 1921
· 1922
· 1923
· 1924
· 1925
· 1926
· 1927
· 1928
· 1929
· 1930
· 1931
· 1932
· 1933
· 1934
· 1935
· 1936
· 1937
· 1938
· 1939
· 1940
· 1941
· 1942
· 1943
· 1944
· 1945
· 1946
· 1947
· 1948
· 1949
· 1950
· 1951
· 1952
· 1953
· 1954
· 1955
· 1956
· 1957
· 1958
· 1959
· 1960
· 1961
· 1962
· 1963
· 1964
· 1965
· 1966
· 1967
· 1968
· 1969
· 1970
· 1971
· 1972
· 1973
· 1974
· 1975
· 1976
· 1977
· 1978
· 1979
· 1980
· 1981
· 1982
· 1983
· 1984
· 1985
· 1986
· 1987
· 1988
· 1989
· 1990
· 1991
· 1992
· 1993
· 1994
· 1995
· 1996
· 1997
· 1998
· 1999
· 2000
· 2001
· 2002
· 2003
· 2004
· 2005
· 2006
· 2007
· 2008
· 2009
· 2010
· 2011
· 2012
· 2013
· 2014
· 2015
· 2016
· 2017
· 2018
· 2019
· 2020
· 2021
· 2022
· 2023